# Aldona Plucińska
Aldona Jadwiga Plucińska (ur. 5 stycznia 1961 w Modelu, zm. 4 października 2022) – artysta plastyk, etnograf i kustosz w Muzeum Archeologicznym i Etnograficznym w Łodzi, pedagog.

## Życiorys
Aldona Plucińska była córką malarza Edwarda Plucińskiego (1936–2003) i Marianny z d. Goliszewskiej (1935). Ukończyła szkołę podstawową w Pacynie. W 1980 została absolwentką Państwowego Liceum Sztuk Plastycznych w Łodzi ze specjalnością w zakresie wystawiennictwa. W 1987 ukończyła studia na Wydziale Filozoficzno-Historycznym Uniwersytetu Łódzkiego oraz na Akademii Sztuk Pięknych w Krakowie pod kierunkiem Tadeusza Łakomskiego. W 2008 obroniła doktorat „Funkcje ornamentu we wnętrzu sakralnym między dekoracją a symbolem. Realizacje Edwarda Plucińskiego (1936-2003)” w Instytucie Historii Sztuki Katolickiego Uniwersytetu Lubelskiego, w 2012 zaś drugi doktorat „lustracje sakramentów świętych w malarstwie polskim od XVII do XVIII wieku”.
Była kustoszem w Dziale Plastyki Ludowej Muzeum Archeologicznego i Etnograficznego w Łodzi. Była autorką wielu wystaw, w tym m.in.: wystawy na Międzynarodowym Festiwalu Teatrów Lalkowych w Bańskiej Bystrzycy (1994), wystawy jubileuszowej „70 lat Muzeum Archeologicznego i Etnograficznego w Łodzi” (2001), wystawy malarstwa „Oko i rozum” (2000) oraz żłóbka bożonarodzeniowego w Kościele Środowisk Twórczych w Łodzi (2005). Ponadto wykonywała malarstwo sztalugowe i monumentalne oraz zajmowała się projektowaniem graficznym. Autorka publikacji związanych z etnografią. Jej książka „Polskie zwyczaje rodzinne...”, z dołączoną płytą z Archiwum Folkloru Religijnego Instytutu Muzykologii KUL, zdobyła nagrodę Fonogram Źródeł w 2014.
Była wiceprezesem Fundacji Sztuk Wizualnych.
Została pochowana w części rzymsko-katolickiej Starego Cmentarza w Łodzi.

## Publikacje
- „Moja mała ojczyzna. Łódź i region Polski Środkowej: podręcznik do edukacji regionalnej w klasach IV-VI szkoły podstawowej” (pod red. Elżbiety Szkurłat, Łódź 2005)[10],
- „Polskie świętowanie: adwent, gody, zapusty” (Łódź 2009)[11],
- „Polskie zwyczaje rodzinne: zaślubiny, narodzenie do nowego życia, komunia z Panem Bogiem, umocnienie chrześcijanina, w drodze do wieczności” (Łódź 2014)[12],
- „Nożycami opowiedziane: wycinanki w województwie łódzkim” (Łódź 2021)[13].

## Odznaczenia
- Brązowy Medal „Zasłużony Kulturze Gloria Artis” (2010)[14],
- Odznaka „Za Zasługi dla Miasta Łodzi” (2016)[5],
- Srebrny Medal „Zasłużony Kulturze Gloria Artis” (2021)[7][14]
- Odznaka honorowa „Zasłużony dla Kultury Polskiej” (2021)[15].